# Телегин, Андрей Иванович
Андре́й Ива́нович Теле́гин (1911 — неизвестно) — советский футболист, защитник, полузащитник.
В первенстве СССР выступал за ленинградские команды «Спартак» (1936, 1938—1939), «Динамо» (1937), «Электрик» (1939). В классе «А» сыграл 25 игр, забил один мяч.